# Mistrzostwa Świata Juniorów w Hokeju na Lodzie 2020/II Dywizja
Mistrzostwa Świata Juniorów w Hokeju na Lodzie II Dywizji 2020 rozegrane zostaną w dniach 6 – 12 stycznia (Grupa A) oraz 28 stycznia - 3 lutego 2020 (Grupa B).
Do mistrzostw II Dywizji przystąpiło 12 zespołów, które zostały podzielone na dwie grupy po sześć zespołów. Zgodnie z formatem zawody II Dywizji odbyły się w dwóch grupach: Grupa A w Litwie (Wilno), zaś grupa B w Południowokoreańskim (Gangneung). Reprezentacje rywalizowały systemem każdy z każdym.
Hale, w których przeprowadzone zostały zawody:
- Pramogu Arena w Wilnie – Dywizja IIA,
- Gangneung Hockey Centre w Gangneung – Dywizja IIB.

## Grupa A
Do mistrzostw świata pierwszej dywizji w 2021 z Grupy A awansuje najlepsza reprezentacje. Ostatni zespół Grupy A zostanie zdegradowany i w 2021 zagra w Grupie B.
| 6 stycznia 2020 | Wielka Brytania | 3:6 | Japonia | Pramogu Arena, Wilno |

| Szczegóły      | Szczegóły                                                            | Szczegóły       | Szczegóły | Szczegóły                                                                                    |
| -------------- | -------------------------------------------------------------------- | --------------- | --- | -------------------------------------------------------------------------------------------- |
| Godzina: 12:00 | A. Mitchell-King (EQ) 30:16 J. Buesa (EQ) 46:53 A. Graham (EQ) 58:46 | (0:1, 1:2, 2:3) | 08:10 (EQ) C. Hanzawa 30:04 (EQ) Y. Ando 35:37 (PP) C. Hanzawa 49:49 (PP) T. Nakajima 50:31 (EQ) R. Ishida 54:49 (PP) T. Ueno | Widzów: 79 Sędzia główny: Niki De Herdt Sędziowie liniowi: Joris Barcelo Karolis Janušauskas |
| Godzina: 12:00 | 14 min. kar                                                          |                 | 8 min. kar | Widzów: 79 Sędzia główny: Niki De Herdt Sędziowie liniowi: Joris Barcelo Karolis Janušauskas |

| 6 stycznia 2020 | Serbia | 3:5 | Rumunia | Pramogu Arena, Wilno |

| Szczegóły      | Szczegóły                                                           | Szczegóły       | Szczegóły                                                                                           | Szczegóły                                                                                        |
| -------------- | ------------------------------------------------------------------- | --------------- | --------------------------------------------------------------------------------------------------- | ------------------------------------------------------------------------------------------------ |
| Godzina: 15:30 | M. Popović (EQ) 07:34 M. Mladenović (EQ) 16:03 P. Mirkov (EQ) 18:38 | (3:0, 0:3, 0:2) | 29:35 (EQ) E. Karda 31:45 (EQ) A. Filip 38:21 (EQ) A. Filip 40:52 (PP) O. Gecse 50:38 (EQ) O. Gecse | Widzów: 87 Sędzia główny: Tilen Pahor Sędziowie liniowi: Herman Johansen Laurynas Stepankevičius |
| Godzina: 15:30 | 16 min. kar                                                         |                 | 4 min. kar                                                                                          | Widzów: 87 Sędzia główny: Tilen Pahor Sędziowie liniowi: Herman Johansen Laurynas Stepankevičius |

| 6 stycznia 2020 | Litwa | 5:1 | Hiszpania | Pramogu Arena, Wilno |

| Szczegóły      | Szczegóły | Szczegóły       | Szczegóły           | Szczegóły                                                                                      |
| -------------- | --- | --------------- | ------------------- | ---------------------------------------------------------------------------------------------- |
| Godzina: 19:00 | T. Mažulis (SH) 02:15 E. Noreika (SH) 02:53 M. Stankius (EQ) 03:47 D. Motiejūnas (EQ) 13:11 K. Krasilnikovas (PP) 44:06 | (4:1, 0:0, 1:0) | 12:53 (EQ) L. Negre | Widzów: 998 Sędzia główny: Niclas Lundsgaard Sędziowie liniowi: Norbert Muzsik Nikita Wiljugin |
| Godzina: 19:00 | 6 min. kar |                 | 10 min. kar         | Widzów: 998 Sędzia główny: Niclas Lundsgaard Sędziowie liniowi: Norbert Muzsik Nikita Wiljugin |

| 7 stycznia 2020 | Japonia | 8:0 | Rumunia | Pramogu Arena, Wilno |

| Szczegóły      | Szczegóły | Szczegóły       | Szczegóły   | Szczegóły                                                                                       |
| -------------- | --- | --------------- | ----------- | ----------------------------------------------------------------------------------------------- |
| Godzina: 12:00 | Y. Sato (EQ) 00:36 Y. Gondaira (EQ) 16:05 C. Hanzawa (PP) 34:45 Y. Sato (PP2) 36:44 T. Takebe (EQ) 43:27 T. Nakajima (PP2) 46:29 M. Sasanaka (EQ) 52:09 C. Hanzawa (EQ) 57:53 | (2:0, 2:0, 4:0) |             | Widzów: 54 Sędzia główny: Turo Virta Sędziowie liniowi: Herman Johansen Laurynas Stepankevičius |
| Godzina: 12:00 | 6 min. kar |                 | 12 min. kar | Widzów: 54 Sędzia główny: Turo Virta Sędziowie liniowi: Herman Johansen Laurynas Stepankevičius |

| 7 stycznia 2020 | Hiszpania | 3:2 | Serbia | Pramogu Arena, Wilno |

| Szczegóły      | Szczegóły                                                       | Szczegóły       | Szczegóły                                  | Szczegóły                                                                                       |
| -------------- | --------------------------------------------------------------- | --------------- | ------------------------------------------ | ----------------------------------------------------------------------------------------------- |
| Godzina: 15:30 | Ó. Rubio (EQ) 45:13 J. Capillas (PP) 52:05 S. Sarasa (EQ) 52:33 | (0:1, 0:0, 3:1) | 06:15 (EQ) A. Racić 59:19 (EQ) G. Tharakan | Widzów: 103 Sędzia główny: Niki De Herdt Sędziowie liniowi: Karolis Janušauskas Nikita Wiljugin |
| Godzina: 15:30 | 4 min. kar                                                      |                 | 8 min. kar                                 | Widzów: 103 Sędzia główny: Niki De Herdt Sędziowie liniowi: Karolis Janušauskas Nikita Wiljugin |

| 7 stycznia 2020 | Litwa | 3:6 | Wielka Brytania | Pramogu Arena, Wilno |

| Szczegóły      | Szczegóły                                                         | Szczegóły       | Szczegóły | Szczegóły                                                                            |
| -------------- | ----------------------------------------------------------------- | --------------- | --- | ------------------------------------------------------------------------------------ |
| Godzina: 19:00 | M. Grinius (EQ) 14:28 M. Grinius (EQ) 39:42 T. Mažulis (PP) 49:53 | (1:2, 1:3, 1:1) | 01:58 (PP) A. Mitchell-King 05:42 (EQ) T. Cooper 23:56 (EQ) P. Larkin 25:06 (EQ) J. Buesa 35:29 (PP) A. Graham 49:06 (EQ) A. Mitchell-King | Widzów: 907 Sędzia główny: Tilen Pahor Sędziowie liniowi: Norbert Muzsik Dāvis Zunde |
| Godzina: 19:00 | 16 min. kar                                                       |                 | 16 min. kar | Widzów: 907 Sędzia główny: Tilen Pahor Sędziowie liniowi: Norbert Muzsik Dāvis Zunde |

| 9 stycznia 2020 | Japonia | 8:0 | Hiszpania | Pramogu Arena, Wilno |

| Szczegóły      | Szczegóły | Szczegóły       | Szczegóły   | Szczegóły                                                                                     |
| -------------- | --- | --------------- | ----------- | --------------------------------------------------------------------------------------------- |
| Godzina: 12:00 | Y. Taneichi (EQ) 02:31 C. Hanzawa (EQ) 05:38 K. Yoneyama (PP) 06:59 T. Nakajima (PP2) 11:03 D. Miyata (EQ) 19:53 Y. Ando (EQ) 21:31 K. Momen (EQ) 26:02 Y. Ando (EQ) 37:23 | (5:0, 3:0, 0:0) |             | Widzów: 82 Sędzia główny: Niki De Herdt Sędziowie liniowi: Karolis Janušauskas Norbert Muzsik |
| Godzina: 12:00 | 37 min. kar |                 | 26 min. kar | Widzów: 82 Sędzia główny: Niki De Herdt Sędziowie liniowi: Karolis Janušauskas Norbert Muzsik |

| 9 stycznia 2020 | Wielka Brytania | 5:3 | Rumunia | Pramogu Arena, Wilno |

| Szczegóły      | Szczegóły | Szczegóły       | Szczegóły                                                          | Szczegóły                                                                                           |
| -------------- | --- | --------------- | ------------------------------------------------------------------ | --------------------------------------------------------------------------------------------------- |
| Godzina: 15:30 | M. Alderson (EQ) 00:23 L.Chabot (EQ) 15:34 M. Alderson (EQ) 46:50 M. Alderson (EQ) 48:41 C. Neilson (PP) 53:25 | (2:0, 0:1, 3:2) | 21:36 (EQ) D. Petrică 44:27 (EQ) E. Cășăneanu 47:54 (EQ) Z.Részegh | Widzów: 101 Sędzia główny: Niclas Lundsgaard Sędziowie liniowi: Laurynas Stepankevičius Dāvis Zunde |
| Godzina: 15:30 | 22 min. kar |                 | 12 min. kar                                                        | Widzów: 101 Sędzia główny: Niclas Lundsgaard Sędziowie liniowi: Laurynas Stepankevičius Dāvis Zunde |

| 9 stycznia 2020 | Litwa | 3:2 | Serbia | Pramogu Arena, Wilno |

| Szczegóły      | Szczegóły                                                                 | Szczegóły       | Szczegóły                                      | Szczegóły                                                                              |
| -------------- | ------------------------------------------------------------------------- | --------------- | ---------------------------------------------- | -------------------------------------------------------------------------------------- |
| Godzina: 19:00 | L. Washco (EQ) 08:16 K. Krasilnikovas (EQ) 12:13 J. Šusterovas (EQ) 32:38 | (2:0, 1:1, 0:1) | 34:11 (PP) S. Subotić 50:56 (EQ) M. Mladenović | Widzów: 792 Sędzia główny: Turo Virta Sędziowie liniowi: Joris Barcelo Nikita Wiljugin |
| Godzina: 19:00 | 6 min. kar                                                                |                 | 8 min. kar                                     | Widzów: 792 Sędzia główny: Turo Virta Sędziowie liniowi: Joris Barcelo Nikita Wiljugin |

| 10 stycznia 2020 | Hiszpania | 3:4 pk. | Wielka Brytania | Pramogu Arena, Wilno |

| Szczegóły      | Szczegóły                                                     | Szczegóły                 | Szczegóły                                                                           | Szczegóły                                                                                     |
| -------------- | ------------------------------------------------------------- | ------------------------- | ----------------------------------------------------------------------------------- | --------------------------------------------------------------------------------------------- |
| Godzina: 12:00 | M. Layola (EQ) 26:51 Ó. Rubio (EQ) 35:07 M. Layola (EQ) 39:29 | (0:1, 3:2, 0:0, 0:0, 0:1) | 08:10 (PP) A. Graham 23:34 (EQ) Z. Milton 24:44 (PP) T. Cooper 65:00 (SO) Z. Milton | Widzów: 81 Sędzia główny: Turo Virta Sędziowie liniowi: Joris Barcelo Laurynas Stepankevičius |
| Godzina: 12:00 | 12 min. kar                                                   |                           | 2 min .kar                                                                          | Widzów: 81 Sędzia główny: Turo Virta Sędziowie liniowi: Joris Barcelo Laurynas Stepankevičius |

| 10 stycznia 2020 | Serbia | 2:10 | Japonia | Pramogu Arena, Wilno |

| Szczegóły      | Szczegóły                                | Szczegóły       | Szczegóły | Szczegóły                                                                                    |
| -------------- | ---------------------------------------- | --------------- | --- | -------------------------------------------------------------------------------------------- |
| Godzina: 15:30 | A. Mašić (EQ) 13:09 L. Pejčić (PP) 37:18 | (1:2, 1:5, 0:3) | 03:22 (PP) R. Miura 17:05 (EQ) S. Kimura 21:46 (EQ) Y. Taneichi 22:51 (PP) C. Hanzawa 23:51 (EQ) K. Yoneyama 37:55 (EQ) T. Nakajima 39:53 (EQ) K. Momen 48:30 (EQ) A. Iguchi 54:39 (PP) A. Iguchi 57:29 (PP2) Y. Gondaira | Widzów: 95 Sędzia główny: Tilen Pahor Sędziowie liniowi: Karolis Janušauskas Herman Johansen |
| Godzina: 15:30 | 16 min. kar                              |                 | 4 min. kar | Widzów: 95 Sędzia główny: Tilen Pahor Sędziowie liniowi: Karolis Janušauskas Herman Johansen |

| 10 stycznia 2020 | Rumunia | 3:7 | Litwa | Pramogu Arena, Wilno |

| Szczegóły      | Szczegóły                                                   | Szczegóły       | Szczegóły | Szczegóły                                                                                   |
| -------------- | ----------------------------------------------------------- | --------------- | --- | ------------------------------------------------------------------------------------------- |
| Godzina: 19:00 | O. Gecse (EQ) 05:59 A. Filip (EQ) 08:09 O. Gecse (EQ) 33:25 | (2:2, 1:3, 0:2) | 09:19 (EQ) M. Stankius 16:23 (EQ) M. Grinius 25:54 (EQ) R. Marcinkevičius 27:08 (EQ) T. Mažulis 39:39 (EQ) E. Binkulis 41:54 (EQ) D. Mukovoz 57:49 (EQ) N. Piazenko | Widzów: 1207 Sędzia główny: Niclas Lundsgaard Sędziowie liniowi: Norbert Muzsik Dāvis Zunde |
| Godzina: 19:00 | 10 min. kar                                                 |                 | 8 min. kar | Widzów: 1207 Sędzia główny: Niclas Lundsgaard Sędziowie liniowi: Norbert Muzsik Dāvis Zunde |

| 12 stycznia 2020 | Wielka Brytania | 5:2 | Serbia | Pramogu Arena, Wilno |

| Szczegóły      | Szczegóły                                                                                                   | Szczegóły       | Szczegóły                                          | Szczegóły                                                                                       |
| -------------- | --- | --------------- | -------------------------------------------------- | ----------------------------------------------------------------------------------------------- |
| Godzina: 12:00 | S. Russell (PP) 14:23 E. Bradley (EQ) 17:03 A. Graham (EQ) 50:37 F. Ulrick (EQ) 56:53 C. Neilson (EQ) 59:24 | (2:0, 0:2, 3:0) | 22:41 (PP) M. Mladenović 34:29 (EQ) A. Gvozdenović | Widzów: 121 Sędzia główny: Niki De Herdt Sędziowie liniowi: Karolis Janušauskas Herman Johansen |
| Godzina: 12:00 | 8 min. kar                                                                                                  |                 | 54 min. kar                                        | Widzów: 121 Sędzia główny: Niki De Herdt Sędziowie liniowi: Karolis Janušauskas Herman Johansen |

| 12 stycznia 2020 | Rumunia | 4:1 | Hiszpania | Pramogu Arena, Wilno |

| Szczegóły      | Szczegóły                                                                                        | Szczegóły       | Szczegóły            | Szczegóły                                                                                     |
| -------------- | ------------------------------------------------------------------------------------------------ | --------------- | -------------------- | --------------------------------------------------------------------------------------------- |
| Godzina: 15:30 | O. Sándor-Székely (EQ) 08:21 E. Karda (EQ) 37:18 E. Cășăneanu (SH) 39:55 E. Cășăneanu (EQ) 47:37 | (1:1, 2:0, 1:0) | 09:07 (EQ) S. Sarasa | Widzów: 209 Sędzia główny: Tilen Pahor Sędziowie liniowi: Laurynas Stepankevičius Dāvis Zunde |
| Godzina: 15:30 | 14 min. kar                                                                                      |                 | 8 min. kar           | Widzów: 209 Sędzia główny: Tilen Pahor Sędziowie liniowi: Laurynas Stepankevičius Dāvis Zunde |

| 12 stycznia 2020 | Japonia | 5:2 | Litwa | Pramogu Arena, Wilno |

| Szczegóły      | Szczegóły                                                                                               | Szczegóły       | Szczegóły                                   | Szczegóły                                                                                      |
| -------------- | --- | --------------- | ------------------------------------------- | ---------------------------------------------------------------------------------------------- |
| Godzina: 19:00 | Y. Sato (EQ) 00:13 R. Takeya (EQ) 09:28 C. Hanzawa (EQ) 15:49 Y. Sato (EQ) 25:58 T. Nakajima (EQ) 57:51 | (3:0, 1:0, 1:2) | 48:08 (EQ) T. Mažulis 53:02 (PP) M. Grinius | Widzów: 2387 Sędzia główny: Niclas Lundsgaard Sędziowie liniowi: Joris Barcelo Nikita Wiljugin |
| Godzina: 19:00 | 4 min. kar                                                                                              |                 | 8 min. kar                                  | Widzów: 2387 Sędzia główny: Niclas Lundsgaard Sędziowie liniowi: Joris Barcelo Nikita Wiljugin |

Tabela
| Lp. | Zespół          | M | Pkt | Z | Zd | Pd | P | G+ | G- | +/− |
| --- | --------------- | - | --- | - | -- | -- | - | -- | -- | --- |
| 1   | Japonia         | 5 | 15  | 5 | 0  | 0  | 0 | 37 | 7  | +30 |
| 2   | Wielka Brytania | 5 | 11  | 3 | 1  | 0  | 1 | 23 | 17 | +6  |
| 3   | Litwa           | 5 | 9   | 3 | 0  | 0  | 2 | 20 | 17 | +3  |
| 4   | Rumunia         | 5 | 6   | 2 | 0  | 0  | 3 | 15 | 24 | -9  |
| 5   | Hiszpania       | 5 | 4   | 1 | 0  | 1  | 3 | 8  | 23 | -15 |
| 6   | Serbia          | 5 | 0   | 0 | 0  | 0  | 5 | 11 | 26 | -15 |

    = awans do I dywizji grupy B     = utrzymanie w II dywizji grupy A     = spadek do II dywizji grupy B
Statystyki indywidualne
- Klasyfikacja strzelców:  Chikara Hanzawa: 7 goli[1]
- Klasyfikacja asystentów:  Teruto Nakajima
 Koki Yoneyama: 8 asyst[2]
- Klasyfikacja kanadyjska:  Teruto Nakajima: 13 punktów[3]
- Klasyfikacja kanadyjska obrońców:  Koki Yoneyama: 10 punkty[4]
- Klasyfikacja +/−:  Rioto Takeya: +9[5]
- Klasyfikacja skuteczności interwencji bramkarzy:  Eiki Sato: 91,67%[6]
- Klasyfikacja średniej goli straconych na mecz bramkarzy:  Eiki Sato: 1,62%[6]
- Klasyfikacja minut kar:  Yu Sato: 31 minut[7]

Nagrody indywidualne
Dyrektoriat turnieju wybrał trójkę najlepszych zawodników, po jednym na każdej pozycji:
- Bramkarz:  Eiki Sato
- Obrońca:  Paulius Rumševičius
- Napastnik:  Chikara Hanzawa

## Grupa B
Do mistrzostw świata II Dywizji Grupy A w 2021 z Grupy B awansuje pierwsza drużyna. Ostatni zespół Grupy B zostanie zdegradowany i w 2021 zagra w mistrzostwach świata III Dywizji.
| 28 stycznia 2020 | Chorwacja | 16:1 | Izrael | Gangneung Hockey Centre, Gangneung |

| Szczegóły      | Szczegóły | Szczegóły       | Szczegóły                     | Szczegóły                                                                     |
| -------------- | --- | --------------- | ----------------------------- | ----------------------------------------------------------------------------- |
| Godzina: 13:00 | D. Čanić (EQ) 03:51 L. Selitaj (EQ) 12:45 A. Bebek (PP) 17:30 P. Dobrić (EQ) 20:28 S. Paulović (PP) 22:26 D. Čanić (EQ) 24:55 F. Pleština (EQ) 27:52 M. Polonijo (EQ) 28:38 L. Selitaj (EQ) 33:04 D. Čanić (EQ) 39:59 L. Hanžek (SH) 49:35 M. Rakar (EQ) 52:58 V. Idžan (EQ) 54:32 D. Čanić (EQ) 56:03 L. Hanžek (EQ) 56:38 R. Mandić (EQ) 59:51 | (3:0, 7:1, 6:0) | 25:57 (EQ) S. Rossokhovatskiy | Widzów: 104 Sędzia główny: Liu Ren Sędziowie liniowi: Go Hashimoto James Ions |
| Godzina: 13:00 | 2 min. kar |                 | 6 min. kar                    | Widzów: 104 Sędzia główny: Liu Ren Sędziowie liniowi: Go Hashimoto James Ions |

| 28 stycznia 2020 | Chiny | 5:3 | Belgia | Gangneung Hockey Centre, Gangneung |

| Szczegóły      | Szczegóły                                                                                              | Szczegóły       | Szczegóły                                                              | Szczegóły                                                                                    |
| -------------- | --- | --------------- | ---------------------------------------------------------------------- | -------------------------------------------------------------------------------------------- |
| Godzina: 16:30 | Z. Mingju (PP) 19:10 W. Jing (EQ) 21:19 H. Yuyang (EQ) 50:34 L. Xinyu (PP) 55:26 G. Jianing (EQ) 55:42 | (1:2, 1:0, 3:1) | 16:01 (PP) J. Versin 16:14 (EQ) O. Delbrassine 41:35 (EQ) B. Laeremans | Widzów: 133 Sędzia główny: Stefan Hogarth Sędziowie liniowi: Yong Elbert Cheah Seo Kwang-suk |
| Godzina: 16:30 | 8 min. kar                                                                                             |                 | 6 min. kar                                                             | Widzów: 133 Sędzia główny: Stefan Hogarth Sędziowie liniowi: Yong Elbert Cheah Seo Kwang-suk |

| 28 stycznia 2020 | Holandia | 1:5 | Korea Południowa | Gangneung Hockey Centre, Gangneung |

| Szczegóły      | Szczegóły               | Szczegóły       | Szczegóły | Szczegóły                                                                       |
| -------------- | ----------------------- | --------------- | --- | ------------------------------------------------------------------------------- |
| Godzina: 20:00 | J. De Ruiter (EQ) 16:38 | (1:2, 0:0, 0:3) | 05:37 (EQ) M. Jin-hyuk 12:08 (EQ) K. Jae-suk 41:22 (EQ) K. Hyo-suk 46:57 (EQ) C. Won-ho 56:17 (EQ) J. Hyun-jin | Widzów: 875 Sędzia główny: Andrew Wilk Sędziowie liniowi: Ryan Fraley Li Lintai |
| Godzina: 20:00 | 4 min. kar              |                 | 8 min. kar | Widzów: 875 Sędzia główny: Andrew Wilk Sędziowie liniowi: Ryan Fraley Li Lintai |

| 29 stycznia 2020 | Izrael | 0:12 | Chiny | Gangneung Hockey Centre, Gangneung |

| Szczegóły      | Szczegóły  | Szczegóły       | Szczegóły | Szczegóły                                                                            |
| -------------- | ---------- | --------------- | --- | ------------------------------------------------------------------------------------ |
| Godzina: 13:00 |            | (0:5, 0:4, 0:3) | 01:49 (EQ) L. Xinyu 06:14 (PP) W. Jing 07:51 (EQ) Y. Juncheng 16:07 (EQ) Z. Mingju 18:04 (EQ) W. Jing 31:04 (EQ) Z. Mingju 32:27 (EQ) Y. Jilong 33:48 (SH) Y. Juncheng 39:59 (EQ) H. Yuyang 40:24 (EQ) Z. Mingju 42:26 (EQ) Y. Juncheng 46:24 (EQ) Y. Juncheng | Widzów: 148 Sędzia główny: Benas Jakšys Sędziowie liniowi: Chae Young-jin James Ions |
| Godzina: 13:00 | 4 min. kar |                 | 6 min. kar | Widzów: 148 Sędzia główny: Benas Jakšys Sędziowie liniowi: Chae Young-jin James Ions |

| 29 stycznia 2020 | Chorwacja | 2:7 | Holandia | Gangneung Hockey Centre, Gangneung |

| Szczegóły      | Szczegóły                                   | Szczegóły       | Szczegóły | Szczegóły                                                                                  |
| -------------- | ------------------------------------------- | --------------- | --- | ------------------------------------------------------------------------------------------ |
| Godzina: 16:30 | P. Dobrić (PP2) 35:43 L. Selitaj (EQ) 43:06 | (0:5, 1:0, 1:2) | 02:59 (EQ) T. Jacobs 08:45 (EQ) W. Sars 12:26 (EQ) W. Sars 14:35 (EQ) W. Sars 15:44 (EQ) J. Huisman 53:17 (EQ) M. Collard 54:25 (SH) W. Sars | Widzów: 153 Sędzia główny: Stefan Hogarth Sędziowie liniowi: Yong Elbert Cheah Ryan Fraley |
| Godzina: 16:30 | 4 min. kar                                  |                 | 24 min. kar | Widzów: 153 Sędzia główny: Stefan Hogarth Sędziowie liniowi: Yong Elbert Cheah Ryan Fraley |

| 29 stycznia 2020 | Korea Południowa | 5:2 | Belgia | Gangneung Hockey Centre, Gangneung |

| Szczegóły      | Szczegóły | Szczegóły       | Szczegóły                                     | Szczegóły                                                                    |
| -------------- | --- | --------------- | --------------------------------------------- | ---------------------------------------------------------------------------- |
| Godzina: 20:00 | K. Min-je (EQ) 02:51 K. Hyo-suk (EQ) 10:08 L. Jun-ho (EQ) 26:54 K. Won-min (EQ) 39:11 M. Jin-hyuk (EQ) 44:43 | (2:2, 2:0, 1:0) | 01:01 (EQ) B. Coolen 10:53 (EQ) J. De Ceuster | Widzów: 402 Sędzia główny: Liu Ren Sędziowie liniowi: Go Hashimoto Li Lintai |
| Godzina: 20:00 | 2 min. kar                                                                                                   |                 | 4 min. kar                                    | Widzów: 402 Sędzia główny: Liu Ren Sędziowie liniowi: Go Hashimoto Li Lintai |

| 31 stycznia 2020 | Holandia | 6:1 | Belgia | Gangneung Hockey Centre, Gangneung |

| Szczegóły      | Szczegóły | Szczegóły       | Szczegóły            | Szczegóły                                                                         |
| -------------- | --- | --------------- | -------------------- | --------------------------------------------------------------------------------- |
| Godzina: 13:00 | J. Huisman (EQ) 10:55 W. Sars (PP) 20:27 T. Jacobs (EQ) 26:02 N.Maas (EQ) 35:23 W. Sars (EQ) 41:14 N. Hessels (PP) 51:47 | (1:0, 3:0, 2:1) | 57:15 (EQ) B. Coolen | Widzów: 147 Sędzia główny: Andrew Wilk Sędziowie liniowi: Li Lintai Seo Kwang-suk |
| Godzina: 13:00 | 8 min. kar |                 | 10 min. kar          | Widzów: 147 Sędzia główny: Andrew Wilk Sędziowie liniowi: Li Lintai Seo Kwang-suk |

| 31 stycznia 2020 | Chorwacja | 3:0 | Chiny | Gangneung Hockey Centre, Gangneung |

| Szczegóły      | Szczegóły                                                          | Szczegóły       | Szczegóły  | Szczegóły                                                                              |
| -------------- | ------------------------------------------------------------------ | --------------- | ---------- | -------------------------------------------------------------------------------------- |
| Godzina: 16:30 | N. Kramarić (EQ) 09:53 L. Selitaj (PP2) 14:55 L. Hanžek (EQ) 34:37 | (2:0, 1:0, 0:0) |            | Widzów: 173 Sędzia główny: Benas Jakšys Sędziowie liniowi: Chae Young-jin Go Hashimoto |
| Godzina: 16:30 | 10 min. kar                                                        |                 | 8 min. kar | Widzów: 173 Sędzia główny: Benas Jakšys Sędziowie liniowi: Chae Young-jin Go Hashimoto |

| 31 stycznia 2020 | Korea Południowa | 5:1 | Izrael | Gangneung Hockey Centre, Gangneung |

| Szczegóły      | Szczegóły | Szczegóły       | Szczegóły           | Szczegóły                                                                                 |
| -------------- | --- | --------------- | ------------------- | ----------------------------------------------------------------------------------------- |
| Godzina: 20:00 | K. Jae-suk (EQ) 14:14 K. Min-wan (EQ) 24:41 L. Min-jae (EQ) 47:49 Y. Seung-min (EQ) 53:13 K. Jae-suk (EQ) 55:50 | (1:0, 1:0, 3:1) | 59:42 (PP) G. Rozin | Widzów: 753 Sędzia główny: Stefan Hogarth Sędziowie liniowi: Yong Elbert Cheah James Ions |
| Godzina: 20:00 | 4 min. kar |                 | 8 min. kar          | Widzów: 753 Sędzia główny: Stefan Hogarth Sędziowie liniowi: Yong Elbert Cheah James Ions |

| 1 lutego 2020 | Belgia | 5:8 | Chorwacja | Gangneung Hockey Centre, Gangneung |

| Szczegóły      | Szczegóły | Szczegóły       | Szczegóły | Szczegóły                                                                         |
| -------------- | --- | --------------- | --- | --------------------------------------------------------------------------------- |
| Godzina: 13:00 | B. Coolen (EQ) 07:37 E. Daems (EQ) 09:00 O. Delbrassine (EQ) 23:24 J. Steeno (EA) 45:33 N. Compere (PP) 51:09 | (2:2, 1:4, 2:2) | 15:22 (EQ) L. Đerek 16:56 (PP) S. Paulović 25:16 (SH) M. Polonijo 29:04 (EQ) R. Mandić 34:55 (EQ) R. Mandić 37:36 (EQ) L. Selitaj 49:24 (EQ) L. Đerek 50:12 (PP) R. Mandić | Widzów: 146 Sędzia główny: Stefan Hogarth Sędziowie liniowi: James Ions Li Lintai |
| Godzina: 13:00 | 24 min. kar                                                                                                   |                 | 10 min. kar | Widzów: 146 Sędzia główny: Stefan Hogarth Sędziowie liniowi: James Ions Li Lintai |

| 1 lutego 2020 | Chiny | 0:1 | Korea Południowa | Gangneung Hockey Centre, Gangneung |

| Szczegóły      | Szczegóły  | Szczegóły       | Szczegóły             | Szczegóły                                                              |
| -------------- | ---------- | --------------- | --------------------- | ---------------------------------------------------------------------- |
| Godzina: 16:30 |            | (0:0, 0:1, 0:0) | 27:04 (EQ) K. Min-wan | Sędzia główny: Andrew Wilk Sędziowie liniowi: Ryan Fraley Go Hashimoto |
| Godzina: 16:30 | 4 min. kar |                 | 27 min. kar           | Sędzia główny: Andrew Wilk Sędziowie liniowi: Ryan Fraley Go Hashimoto |

| 1 lutego 2020 | Izrael | 0:13 | Holandia | Gangneung Hockey Centre, Gangneung |

| Szczegóły      | Szczegóły  | Szczegóły       | Szczegóły | Szczegóły                                                                          |
| -------------- | ---------- | --------------- | --- | ---------------------------------------------------------------------------------- |
| Godzina: 20:00 |            | (0:6, 0:3, 0:4) | 00:27 (EQ) D. Hessels 04:16 (EQ) J. De Ruiter 06:28 (EQ) D. Hessels 08:25 (PP) W. Sars 13:22 (EQ) J. Huisman 18:19 (EQ) T. Jacobs 23:07 (EQ) M. Collard 23:44 (EQ) E. Hendriks 31:16 (PP) D. Hessels 45:12 (EQ) D. Hessels 53:23 (PP) F. Van Elten 54:30 (EQ) R. Ansems 54:40 (EQ) R. Ansems | Widzów: 123 Sędzia główny: Liu Ren Sędziowie liniowi: Chae Young-jin Seo Kwang-suk |
| Godzina: 20:00 | 8 min. kar |                 | 2 min. kar | Widzów: 123 Sędzia główny: Liu Ren Sędziowie liniowi: Chae Young-jin Seo Kwang-suk |

| 3 lutego 2020 | Holandia | 3:5 | Chiny | Gangneung Hockey Centre, Gangneung |

| Szczegóły      | Szczegóły                                                         | Szczegóły       | Szczegóły                                                                                               | Szczegóły                                                                                 |
| -------------- | ----------------------------------------------------------------- | --------------- | --- | ----------------------------------------------------------------------------------------- |
| Godzina: 13:00 | T. Jacobs (PP) 31:03 J. Huisman (EQ) 41:22 D. Versteeg (EQ) 46:53 | (0:2, 1:1, 2:2) | 06:23 (EQ) Y. Jilong 12:15 (PP2) Y. Juncheng 23:33 (PP) H. Yuyang 51:11 (EQ) W. Jing 59:19 (EN) W. Jing | Widzów: 147 Sędzia główny: Stefan Hogarth Sędziowie liniowi: Chae Young-jin Seo Kwang-suk |
| Godzina: 13:00 | 20 min. kar                                                       |                 | 6 min. kar                                                                                              | Widzów: 147 Sędzia główny: Stefan Hogarth Sędziowie liniowi: Chae Young-jin Seo Kwang-suk |

| 3 lutego 2020 | Belgia | 4:1 | Izrael | Gangneung Hockey Centre, Gangneung |

| Szczegóły      | Szczegóły                                                                                      | Szczegóły       | Szczegóły           | Szczegóły                                                                              |
| -------------- | ---------------------------------------------------------------------------------------------- | --------------- | ------------------- | -------------------------------------------------------------------------------------- |
| Godzina: 16:30 | B. Coolen (EQ) 16:49 K. Vangenechten (PP) 27:59 O. Delbrassine (EQ) 48:03 J. Versin (PP) 49:03 | (1:1, 1:0, 2:0) | 02:13 (EQ) G. Rozin | Widzów: 150 Sędzia główny: Benas Jakšys Sędziowie liniowi: Yong Elbert Cheah Li Lintai |
| Godzina: 16:30 | 6 min. kar                                                                                     |                 | 10 min. kar         | Widzów: 150 Sędzia główny: Benas Jakšys Sędziowie liniowi: Yong Elbert Cheah Li Lintai |

| 3 lutego 2020 | Korea Południowa | 4:2 | Chorwacja | Gangneung Hockey Centre, Gangneung |

| Szczegóły      | Szczegóły                                                                               | Szczegóły       | Szczegóły                                    | Szczegóły                                                                          |
| -------------- | --------------------------------------------------------------------------------------- | --------------- | -------------------------------------------- | ---------------------------------------------------------------------------------- |
| Godzina: 20:00 | M. Jin-hyuk (EQ) 03:04 C. Won-ho (EQ) 47:36 L. Min-jae (EQ) 52:13 K. Hyo-suk (EQ) 58:57 | (1:0, 0:0, 3:2) | 41:09 (PP) S. Paulović 49:26 (PP) L. Selitaj | Widzów: 543 Sędzia główny: Andrew Wilk Sędziowie liniowi: Ryan Fraley Go Hashimoto |
| Godzina: 20:00 | 24 min. kar                                                                             |                 | 6 min. kar                                   | Widzów: 543 Sędzia główny: Andrew Wilk Sędziowie liniowi: Ryan Fraley Go Hashimoto |

Tabela
| Lp. | Zespół           | M | Pkt | Z | Zd | Pd | P | G+ | G- | +/− |
| --- | ---------------- | - | --- | - | -- | -- | - | -- | -- | --- |
| 1   | Korea Południowa | 5 | 15  | 5 | 0  | 0  | 0 | 20 | 6  | +14 |
| 2   | Holandia         | 5 | 9   | 3 | 0  | 0  | 2 | 30 | 13 | +17 |
| 3   | Chiny            | 5 | 9   | 3 | 0  | 0  | 2 | 22 | 10 | +12 |
| 4   | Chorwacja        | 5 | 9   | 3 | 0  | 0  | 2 | 31 | 17 | +14 |
| 5   | Belgia           | 5 | 3   | 1 | 0  | 0  | 4 | 15 | 25 | -10 |
| 6   | Izrael           | 5 | 0   | 0 | 0  | 0  | 5 | 3  | 50 | -47 |

    = awans do II dywizji grupy A     = utrzymanie w II dywizji grupy B     = spadek do III dywizji
Statystyki indywidualne
- Klasyfikacja strzelców:  Wouter Sars: 7 goli[9]
- Klasyfikacja asystentów:  Dominic Rene Čanić: 12 asyst[10]
- Klasyfikacja kanadyjska:  Dominic Rene Čanić: 16 punktów[11]
- Klasyfikacja kanadyjska obrońców:  Lee Min-jae: 6 punkty[12]
- Klasyfikacja +/−:  Sven Paulović: +10[13]
- Klasyfikacja skuteczności interwencji bramkarzy:  Kim Hyung-chan: 94,19%[14]
- Klasyfikacja średniej goli straconych na mecz bramkarzy:  Kim Hyung-chan: 1,07[14]
- Klasyfikacja minut kar:  Kim Min-je: 25 minut[15]

Nagrody indywidualne
Dyrektoriat turnieju wybrał trójkę najlepszych zawodników, po jednym na każdej pozycji:
- Bramkarz:  Kim Hyung-chan
- Obrońca:  Lee Min-jae
- Napastnik:  Dominic Rene Čanić